# DuckTales
DuckTales és una sèrie de dibuixos animats de Walt Disney protagonitzada per l'Oncle Garrepa i els tres nebots de l'Ànec Donald. Narra les aventures d'aquesta família per protegir la fortuna del Garrepa dels intents constants de robatoris, on moltes de les trames es basen en contes de fades tradicionals (destaquen les referències a Aladí i la llàntia meravellosa). El seu èxit va propiciar l'aparició de diverses pel·lícules i l'adaptació a desenes de llengües (en l'àmbit hispànic es coneix la sèrie com Patoaventuras). La sèrie es va emetre de 1987 fins al 1990, amb un total de cent episodis. El seu pressupost va ser considerablement més alt que altres produccions de l'època, i es va considerar un risc de la companyia.